# 林彪
林彪（りん ぴょう、簡体字：林彪、繁体字：林彪、英語：Lin Biao、リン・ビャオ、1907年12月5日 - 1971年9月13日）は、中華人民共和国の政治家、軍人。中華人民共和国元帥である。
国務院副総理（第一副首相）、国防部長、党中央委員会副主席、党中央軍事委員会第一副主席などを歴任した。文化大革命中の1968年10月に失脚した劉少奇国家主席に代わって毛沢東党主席の後継者に指名されるが、1971年9月、政争に敗北（林彪事件）してソ連に亡命する途上でモンゴルにおいて搭乗機が墜落・死亡した。

## 経歴

### 共産党入党

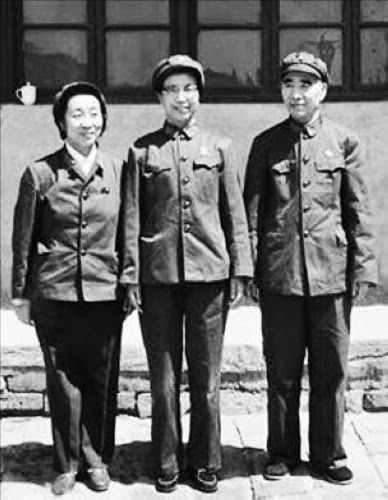
（左から）夫人の葉群、江青と（1960年代）

1907年12月5日、湖北省黄州府黄岡県林家大湾で誕生した。両親は中産階級で小さな織物工場を経営していたとも貧しい農家であるとも言われる。中学卒業後は1923年に中国社会主義青年団に参加した。1925年に黄埔軍官学校に入り、中国共産党に入党する。卒業後は国民革命軍第12師葉挺独立連隊で小隊長・中隊長を勤める。1927年8月の南昌蜂起に参加して井崗山で毛沢東に合流し、長征にも参加した。労農紅軍第四軍の営長、団長、第一縦隊司令員、紅四軍軍長、紅一軍団軍団長、紅軍大学校長などを勤めるなど、英雄的な指揮官として名を馳せた。

### 八路軍

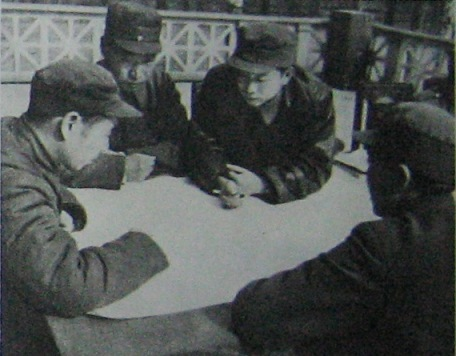
国共内戦時代の林彪（写真左）

1937年7月に始まった抗日戦争では八路軍115師を率い、山西省で遊撃戦を指揮した。1938年11月に頭部に負った戦傷の治療のためソ連に行き、この時の治療が原因でモルヒネ中毒になる。1942年2月に延安に戻り、中央党校副校長となる。第二次世界大戦後に勃発した中国国民党との間の国共内戦では、東北民主連軍総司令、東北野戦軍司令員、第4野戦軍司令員として活躍した。

### 指導者に
1949年10月の中華人民共和国成立後に中央人民政府委員、中南軍政委員会（後の中南行政委員会）主席、第4野戦軍司令員兼中南軍区司令員となる。同年末にモルヒネ中毒症の治療目的で再度ソ連を訪問した。1950年6月に朝鮮戦争が勃発すると、毛沢東から中国人民志願軍の司令官に指名されたが、病気療養を理由に辞退し、彭徳懐が指揮を執った（ただし、林彪が育てた第4野戦軍系の精鋭部隊が活躍している）。
1951年11月、中央人民政府人民革命軍事委員会副主席に就任した。1954年9月、中華人民共和国憲法の制定に伴う政府機構再編によって国務院と国防委員会が設置されると、林彪は国務院副総理兼国防委員会副主席に任命された。また、党中央軍事委員会委員となった。1955年4月の第7期5中全会において党中央政治局委員に選出される。同年9月27日、中華人民共和国元帥（十大元帥）の一人となり、朱徳と彭徳懐に次ぐ序列第3位の軍事指導者となったが、十大元帥の中では最年少でもあり、軍閥の寄せ集めであった紅軍時代からの派閥や人脈が生きていた軍内においては、まだ地位は低かった。特に党に通じる人脈は皆無であり、これが後の毛沢東への接近へもつながることとなる。

### 毛沢東の軍師
1959年7月から8月にかけて開催された廬山会議（政治局拡大会議）において、彭徳懐が大躍進運動について毛沢東を批判した為に国防部長を解任された。林彪は彭に代わって国防部長に就任し、さらに党中央軍事委員会第一副主席に任命されて軍権を掌握した。ソ連をモデルにした軍の精鋭化および近代化を推進した彭徳懐と異なり、林彪は同じく彭徳懐の路線に不満だった毛沢東の意に沿う形で「延安（抗日戦争時代）精神」の復活を図るとともに、軍の政治教育を重視して毛沢東思想への恭順を推進した。林彪はこの一環として、1959年に解放軍向けとして『毛主席語録』の編集・刊行を命じた。こうした人民解放軍の路線転換は、文化大革命において軍が重要な役割を果たす契機となった。1964年に刊行された『毛主席語録』の増訂版には、林彪の序文が追加された。

1965年5月には導入から10年で軍の階級制度を廃止した。ベトナム戦争へのアメリカの介入によって緊張が高まったこの頃、総参謀長の羅瑞卿がアメリカとの戦争に勝つためには、ソ連との関係を改善させた上で最新鋭の兵器を集めて防空を中心とした迎撃とする意見を表明すると、林彪は「人民戦争」こそが勝つ手段でありソ連は「裏切り者」として対決すべきと批判し、最終的に羅瑞卿は同年12月に軍での指導的地位を失った。1965年の秋から翌年初にかけ、軍では毛沢東の著作や指示を行動指針とする方針が徹底された。

第九回共産党大会にて毛沢東（左）と（1969年）

1966年5月に文化大革命が始まると、「毛沢東の軍師」として、多くの軍幹部を失脚に追い込んだ。また文化大革命の発動とともに『毛主席語録』が一般向けに大量に出版された。

### 林彪事件
1958年5月、党中央政治局常務委員に任命されて党副主席の1人となり、党内序列第6位の地位にあったが、1966年8月の第8期11中全会において党内序列第2位に昇格し、国防部長を兼任したまま単独の党副主席となり、軍政両面の権限を掌握し始めた。さらに1969年4月の第9回党大会で、毛沢東の後継者として公式に認定された。しかし、劉少奇国家主席の失脚によって空席となっていた国家主席の廃止案を毛沢東が表明すると、林はそれに同意せず、野心を疑われることになる。

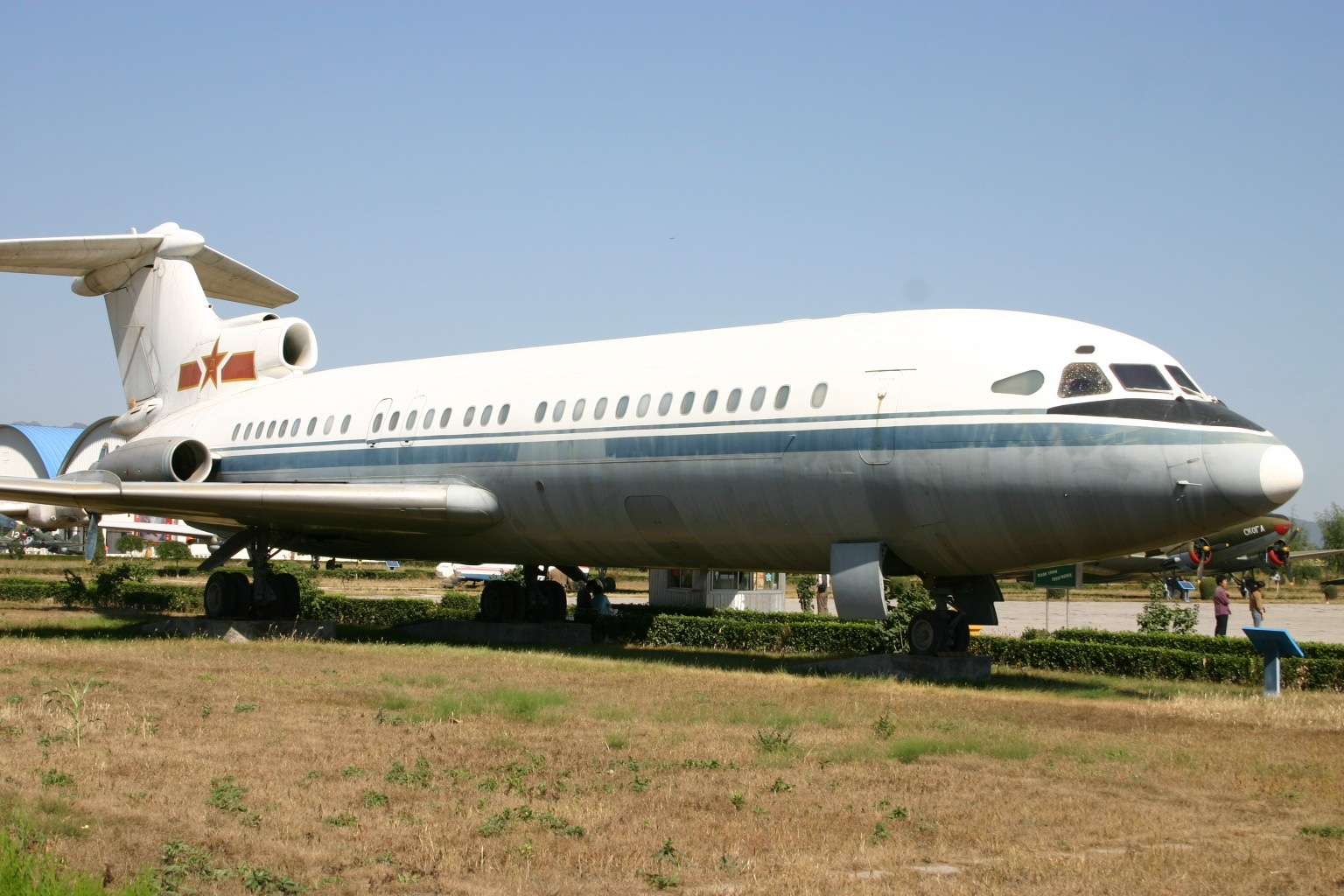
人民解放軍のホーカー・シドレー トライデント1E型機（同型機）

1970年8月頃から林彪とその一派は、毛沢東の国家主席就任や毛沢東天才論を主張して毛沢東を持ち上げたが、毛沢東に批判されることになる。さらに林彪らの動きを警戒した毛沢東がその粛清に乗り出したことから、息子で空軍作戦部副部長だった林立果が中心となって権力掌握準備を進めた。
1971年9月、南方を視察中の毛沢東が林彪らを「極右」であると批判し、これを機に毛沢東暗殺を企てるが失敗して（娘が密告したためとの説がある）逃亡した。その後中国人民解放軍が所有するイギリス製のホーカー・シドレー トライデント旅客機で山海関空軍基地を強行離陸し、ソ連に向けて逃亡中にモンゴル人民共和国のヘンティー県イデルメグ村（モンゴル国ヘンテイ県ベルフ市の南方10キロ付近）で墜落死した。
燃料切れとの説・逃亡を阻止しようとした側近同士が乱闘になって発砲して墜落したとの説・中ソ関係悪化を恐れた当時のソ連が入国拒否の最終的意思表示（武力行使）としてミサイル撃墜した説がある。なお逃亡の通報を受けた毛沢東は「天要下雨、娘要嫁人 、譲他去吧（雨は降るものだし、寡婦は再婚するものだ。好きにさせれば良い）」と言い、特に撃墜の指令は出さなかったといわれる
。死後の1973年8月に「資産階級の野心家、陰謀家、裏切り者、売国奴」として党籍を永久剥奪され、批林批孔運動が起こされる。

## 再評価
1981年1月の林彪・四人組裁判では「林彪・江青反革命集団の頭目」とされ、彼が抗日戦争であげた戦功は歴史から抹消されることとなったが、近年研究者の間では革命期における軍人・林彪の功績を客観的に再評価しようという機運も起きており、北京の革命博物館の展示でも林彪の名が見られるようになった。中国国内で出版されている辞書類でも殊更な否定的記述が無くなった他、故郷の湖北省など少なくとも5カ所で観光客誘致などのための像が建てられている。また、林彪事件直前に書かれた林彪グループの毛沢東暗殺に関する計画書「五七一工程紀要」に見られる、「毛沢東は真のマルクス・レーニン主義者ではなく、孔孟の道を行うものであり、マルクス・レーニン主義の衣を借りて、秦の始皇帝の法を行う、中国史上最大の封建的暴君である」などという記述が文化大革命に批判的な見方を示す研究者からも注目されている。

## エピソード

毛沢東と（1966年）

- 毛沢東と（1966年）1971年9月の墜落事件の後、ソ連の諜報機関であるKGBは現地に赴き、モンゴル国内に墜落したトライデント旅客機の中から9体の焼死体を回収し、その中の1体を林彪と断定した。抗日戦争当時の林彪は頭部の戦傷の治療のため、ソ連の首都のモスクワに赴いたが、その当時のカルテが残存していた。その焼死体の頭蓋骨部分に認められた傷とカルテの記載が一致、これが決め手になったという。
- 中国人政治学者の厳家祺及びその妻の高皋による『文化大革命十年史』によれば、1950年に林彪が体調不良を訴え朝鮮戦争への出征を拒んだ際、診断した党幹部の担当医師である傅連暲によって身体の主な器官に疾患は無く、神経系の異常あるいはモルヒネ中毒と診断され、これが毛沢東に報告された。毛沢東は以前から林彪の中毒を知っており、まもなく林彪に曹操の詩『亀雖寿 - ウェイバックマシン（2003年7月25日アーカイブ分）』をしたためて送ったとの逸話が載っている。
- 文化大革命の時期に中国郵政当局が発行した切手には、政治指導者として毛沢東とならんで林彪が登場していた。文化大革命時期に中国で発行された切手で、特定の人物（群集を除く）としては毛以外には林しか登場していなかった。特に1967年に発行された『毛主席の長寿をたたえる』とのシリーズ切手8種類のうち3種類には、毛と林が並んだ写真が採用されている。なお日本で中国切手のカラーカタログである「新中国切手」（日本郵趣協会編）では、「政治的配慮」のためか長年にわたり林の肖像が見えないように掲載されていたが、現在では全体が掲載されている。
- モルヒネ中毒はソ連での治療によりほぼ完治したが、1950年頃から統合失調症を患うようになった。病気療養を理由に朝鮮戦争への参加を辞退してから、1959年9月に国防部長として復帰するまでの約9年間、一切の活動から身を引いていた。奇妙な言動が目立つようになり、風や太陽光に触れることを恐れて、外出を極力避けようとした。水に対する恐怖心は極限に達し（水音を聞いただけで下痢を催す程であった）、水だけでなく、茶・スープ等液状の飲食物の摂取を拒絶した。窮余の策として、夫人の葉群が予め水を含ませておいた饅頭を毎日食べることで、かろうじて水分を摂ることができた。